# Sartell
Sartell är en stad (city) i Benton County, och Stearns County, i Minnesota. Vid 2010 års folkräkning hade Sartell 15 876 invånare.